# Okręg wyborczy Leicester East
Okręg wyborczy Leicester East powstał w 1918 r. i wysyłał do brytyjskiej Izby Gmin jednego deputowanego. Okręg został zlikwidowany w 1950 r., ale przywrócono go ponownie w 1974 r. Okręg obejmuje wschodnią część miasta Leicester.

## Deputowani do brytyjskiej Izby Gmin z okręgu Leicester East

### Deputowani w latach 1918–1950
- 1918–1922: Gordon Hewart, Partia Liberalna
- 1922–1922: George Banton, Partia Pracy
- 1922–1923: Henry Arthur Evans, Narodowa Partia Liberalna
- 1923–1924: George Banton, Partia Pracy
- 1924–1929: John Loder, Partia Konserwatywna
- 1929–1931: Edward Frank Wise, Partia Pracy
- 1931–1945: Abraham Montagu Lyons, Partia Konserwatywna
- 1945–1950: Terence Donovan, Partia Pracy

### Deputowani po 1974
- 1974–1983: Tom Bradley, Partia Pracy, od 1981 r. Partia Socjaldemokratyczna
- 1983–1987: Peter Bruinvels, Partia Konserwatywna
- 1987–2019: Keith Vaz, Partia Pracy
- od 2019: Claudia Webbe, Partia Pracy